# Stofferstorf
Stofferstorf ist ein Ortsteil der Gemeinde Gägelow im Landkreis Nordwestmecklenburg in Mecklenburg-Vorpommern. 

## Geografie und Verkehrsanbindung
Stofferstorf liegt südwestlich des Kernortes Gägelow an der B 105. 

## Sehenswürdigkeiten
Als Baudenkmal ist ein Meilenstein ausgewiesen (siehe Liste der Baudenkmale in Gägelow#Stofferstorf).